# 張任 (嘉靖進士)
張任（1524年—1581年），字希尹，號瀛峰，直隸蘇州府嘉定人，民籍，明朝官员。

## 生平
嘉靖二十二年（1543年）癸卯科應天府鄉試第十四名舉人。嘉靖二十六年（1547年）中式丁未科會試第二十一名，登第二甲第五十四名進士。授工部主事，升工部员外郎，三十一年九月因京營前後所造火器弓矢濫惡不堪，及官匠侵欺縻費，被降职为大名府通判。
後歷升嘉兴府同知、袁州府、嚴州府知府，四十三年閏二月升山東按察司副使，调貴州，升右參政，隆慶三年（1569年）正月升遷陝西按察使，丁父忧归。
萬曆二年（1574年）三月起補雲南按察使，六月調河南，九月升浙江右布政使，四年十二月升山西左布政使，六年七月升都察院右副都御史、巡撫廣西地方，剿平廣西獠猺十寨，九年二月卒于官，贈兵部左侍郎。

## 家族
曾祖張清；祖父張玘；父張子愛（1496年-1568年），字原仁，監生，担任錢塘主簿，封嚴州府知府。母徐氏；繼母朱氏。具庆下。兄张省。從弟张集。